# Michael Andreas Barclay de Tolly

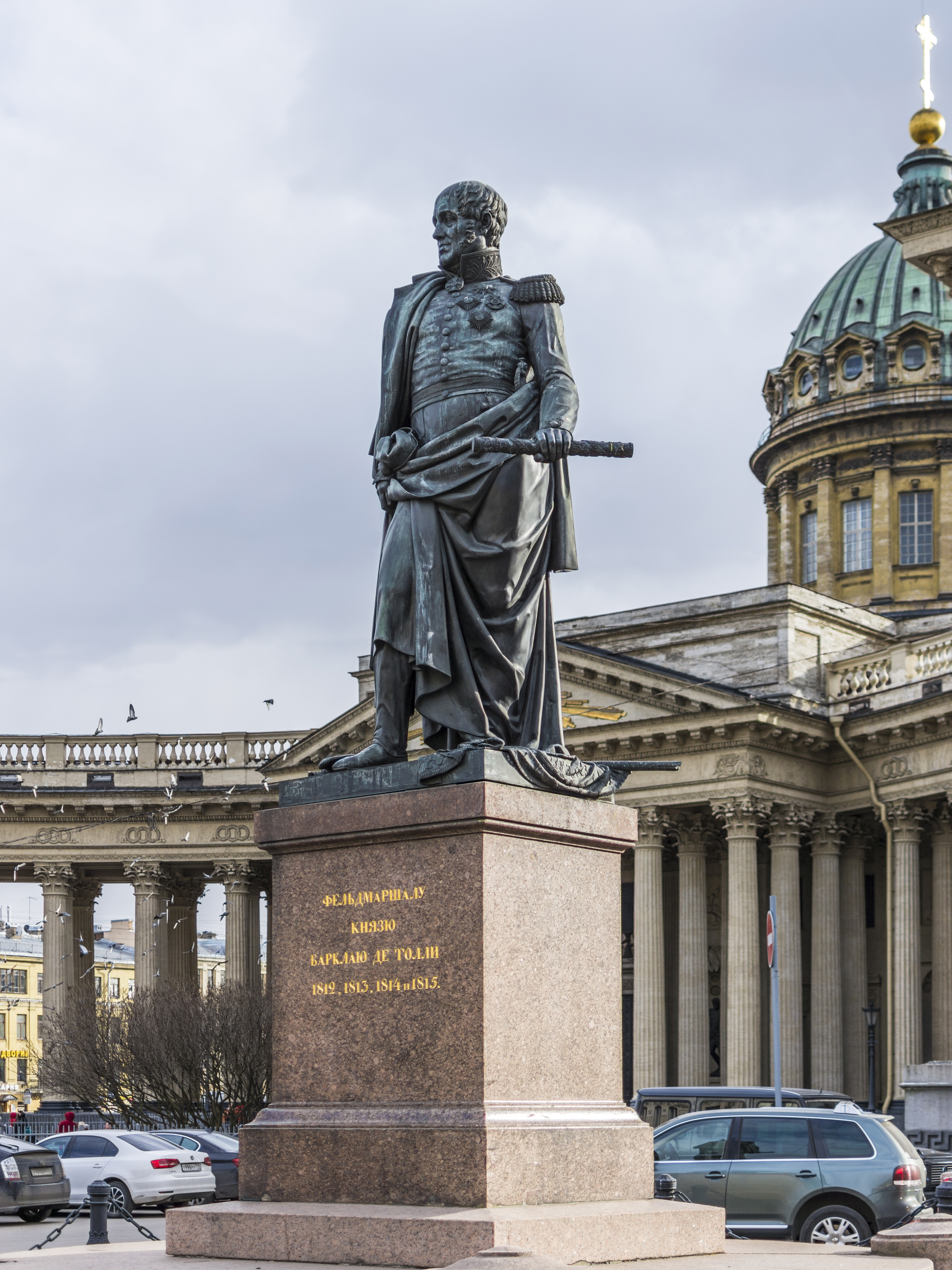
Michail Barclay de Tolly

Michael Andreas Barclay de Tolly (Russisch: Михаил Богданович Барклай-де-Толли, Michail Bogdanovitsj Barklaj-de-Tolli) (Pamūšis, 27 december 1761 - Insterburg, 26 mei 1818) was een Russische veldmaarschalk. Hij werd geboren in het gouvernement Kovno als afstammeling van een Schotse adellijke familie (huis Barclay de Tolly-Weymarn, deel van de Clan Barclay) die in de 17e eeuw naar Lijfland was getrokken. Hij ging al op jonge leeftijd in het Russische leger.
In 1788-1789 diende Barclay tegen de Turken, in 1790 en 1794 tegen de Zweden en Polen. Hij werd kolonel in 1798 en generaal-majoor in 1799.
In de oorlog van 1806 tegen Napoleon maakte Barclay de Tolly zich zeer verdienstelijk in de Slag bij Pułtusk (december 1806) en Eylau (7 februari 1807), waardoor hij werd gepromoveerd tot luitenant-generaal. In 1808 commandeerde hij tegen de Zweden in Finland, en in 1809 verraste hij ze door over de bevroren Botnische Golf te marcheren, en zo de stad Umeå) te veroveren. In de winter van 1809 werd hij ook gouverneur-generaal van Finland. In 1810 werd hij minister van Oorlog, en dit bleef hij tot 1813.
Tijdens de invasie van Rusland door Napoleon had Barclay de Tolly het commando over het Eerste Leger van het Westen, het grootste van de Russische legers. Barclay de Tolly stelde de tactiek van de verschroeide aarde voor, waardoor Napoleon werd gedwongen om diep in Rusland te trekken. De Russen hadden niet graag een buitenlander als hoofd van het leger, en hij werd daarom gedwongen om met de Fransen in gevecht te gaan bij Smolensk. Doordat hij hier geen overwinning kon behalen, kon tsaar Alexander I niet anders dan hem als hoofd van het leger te vervangen door Michail Koetoezov.
Barclay de Tolly behield nog wel het commando over het Eerste Leger, ook nog tijdens de Slag bij Borodino (7 september 1812), maar niet lang daarna deed hij een verzoek om van zijn commando ontheven te worden. Tsaar Alexander I stemde toe en Barclay verliet het leger. In 1813 werd hij in ere hersteld door de tsaar, en hij keerde terug in het leger tijdens de campagne in Duitsland. Na de Slag bij Bautzen werd hij weer opperbevelhebber van het Russische leger. In deze hoedanigheid leidde hij het Russische leger in de slagen van Dresden (26 - 27 augustus 1813), Kulm (29 - 30 augustus 1813), en Leipzig (16 - 19 oktober 1813). Na deze slag werd hij tot graaf verheven.
Barclay de Tolly participeerde ook in de invasie van Frankrijk in 1814 en in Parijs kreeg hij de rang van veldmaarschalk. In 1815 was hij weer opperbevelhebber tijdens de nieuwe invasie van Frankrijk. Na deze campagne kreeg hij de titel van knjaz (prins). Op 27 augustus 1815 benoemde koning Willem I der Nederlanden hem tot Grootkruis in de Militaire Willems-Orde. Hij stierf in Insterburg in Pruisen op 16 mei 1818 toen hij omwille van zijn gezondheid op weg was naar het kuuroord Karlsbad.

## Militaire loopbaan
- Soldaat: 13 mei 1767[4] - 1 mei 1767[5]
- Sergeant: 13 december 1769[4]
- Cornet: 28 april 1778 - mei 1778[4]
- Tweede luitenant 1783[4]
- Eerste luitenant: 12 mei 1786[4]
- Kapitein: 13 januari 1788[5][4]
- Tweede Majoor: 12 juni 1788[5][4]
- Eerste Majoor: 1 mei 1790[5]
- Luitenant-kolonel: 11 juli 1794[5][4]
- Kolonel: 3 juli 1798[5] - 18 maart 1798[4]
- Generaal-majoor: 2 maart 1799[5] - 13 maart 1799[4]
- Luitenant-generaal: 4 september 1807[5]
- Generaal der Infanterie: 20 maart 1809[5] - 1 april 1809[4]
- Keizerlijke generaal-veldmaarschalk: 18 maart 1814[5] - 31 maart 1814[4]

## Onderscheidingen
- Prins op 11 september 1815[6] - 30 augustus 1815[5][4]
- Graaf op 28 oktober 1813[4]
- Grootkruis in de Militaire Willems-Orde op 27 augustus 1815[3][5][4]
- Orde van Sint-Andreas de Eerstgeroepene op 7 september 1813[5][4]
- Orde van Sint-George
  - 1e klasse op 19 augustus 1813[5] - 31 maart 1814[4]
  - 2e klasse op 21 oktober 1812[5][4]
  - 3e klasse op 8 januari 1807[5][4]
  - 4e klasse op 16 september 1794[5][4]
- Gouden zwaard voor dapperheid met Diamanten en Lauweren met de inscriptie "20 januari 1814" in januari 1814[5]
- Orde van Sint-Vladimir
  - 1e klasse op 15 september 1811[5][4]
  - 2e klasse op 7 maart 1807 - 3 juli 1807[5]
  - 4e klasse op 12 juli 1788[5]
- Orde van Sint-Alexander Nevsky op 9 september 1809[5][4]
  - Diamanten op 9 mei 1813[5][4]
- Orde van Sint-Anna, 1e klasse op 7 maart 1807 - 3 juli 1807[5][4]
- Gouden kruis voor het innemen van Otsjakiv op 7 december 1788[5]
- Kruis "Voor de overwinning van Eylau" in 1807[5]
- Grootkruis in de Orde van de Rode Adelaar in 1807[5][4]
- Grootkruis in de Orde van de Zwarte Adelaar in mei 1813[5][4]
- Commandeur in de Orde van Maria Theresia in augustus 1813[5][4]
- Ridder-grootkruis in de Orde van het Zwaard in april 1814[5]
- Grootkruis in het Legioen van Eer op 30 augustus 1815[5][4]
- Ridder Grootkruis in de Orde van het Bad op 30 augustus 1815[5][4]
- Engels zwaard met diamanten in 1816[5]
- Grootkruis in de Militaire Orde van Sint-Hendrik in 1816[5][4]
- Grootkruis in de Orde van de Heilige Lodewijk op 30 augustus 1815[5]
- Medaille voor de verovering van Parijs op 19 maart 1814 op 30 augustus 1814[5]

- Bibliothèque nationale de France: cb12003926b (data)
- Gemeinsame Normdatei: 118849263
- International Standard Name Identifier: 0000 0000 8099 9651
- Library of Congress Control Number: n80125145
- Nationale Bibliotheek van Letland: 000057119
- Nationale Bibliotheek van Tsjechië: jn20000700120
- Nationale Bibliotheek van Israël: 987007431166505171
- Nationale Bibliotheek van Polen: a0000003091940
- Nederlandse Thesaurus van Auteursnamen: 242291368
- Russische Staatsbibliotheek: 000016621
- LIBRIS: 351138
- SNAC: w66h67v7
- Système universitaire de documentation: 028146883
- Virtual International Authority File: 20477708
- WorldCat: E39PBJdRBct9RGQPQDCJTj6xjC